# Lost Tales
Lost Tales è il secondo EP dei Summoning. Consiste di due canzoni: "Arcenstone", scritta originalmente per il progetto di Silenius, Mirkwood, e "Saruman", una canzone rimasta dalle sessioni dell'album Dol Guldur nel 1996.

## Tracce
1. Arcenstone – 9:17
2. Saruman – 7:40

## Formazione
- Protector - voce, chitarra, tastiere
- Silenius - voce, tastiere